# Deuxième circonscription du Nord de 1863 à 1870
La Deuxième circonscription du Nord était l'une des 9 circonscriptions législatives françaises que comptait le département du Nord pendant les sept dernières années du Second Empire.

## Description géographique et démographique
La deuxième circonscription du Nord était située à la périphérie de l'agglomération Lilloise. Située entre la Belgique et de l'  arrondissement d'Hazebrouck, la circonscription est centrée autour de la ville de Lille.
Elle regroupait les divisions administratives suivantes : Canton d'Armentières ; Canton de Bailleul-Nord-Est ; Canton de Bailleul-Sud-Ouest ; Canton de Lannoy ; Canton de Lille-Nord-Est ; Canton de Quesnoy-sur-Deûle et le Canton de Steenvoorde.
Lors du recensement général de la population en 1864 à la suite du décret du 1er février de cette année, la population totale de cette circonscription est estimée à 141 732 habitants.

## Historique des députations
| Législature    | Début de mandat | Fin de mandat    | Député élu           | Parti politique | Observations         |
| -------------- | --------------- | ---------------- | -------------------- | --------------- | -------------------- |
| 3e législature | 31 mai 1863     | 27 avril 1869    | Charles Kolb-Bernard | Légitimiste     |                      |
| 4e législature | 23 mai 1869     | 4 septembre 1870 | Charles Kolb-Bernard | Légitimiste     | Fin du Second Empire |